# Mesoleius roepkei
Mesoleius roepkei är en stekelart som beskrevs av Teunissen 1945. Mesoleius roepkei ingår i släktet Mesoleius och familjen brokparasitsteklar. Inga underarter finns listade i Catalogue of Life.